# Manduca lefeburii
Espèce
Manduca lefeburii est une espèce de papillons de nuit de la famille des Sphingidae, de la sous-famille des Sphinginae et de la tribu des Sphingini.

## Description
L'envergure varie de 89 à 110 mm. L'espèce est semblable en apparence à plusieurs autres membres du genre Manduca, mais un certain nombre de différences la distingue de Manduca andicola, Manduca incisa et Manduca jasminearum , à laquelle elle se compare plus étroitement, en particulier la face dorsale de l'aile antérieure est uniforme avec une bande sombre bien visible.

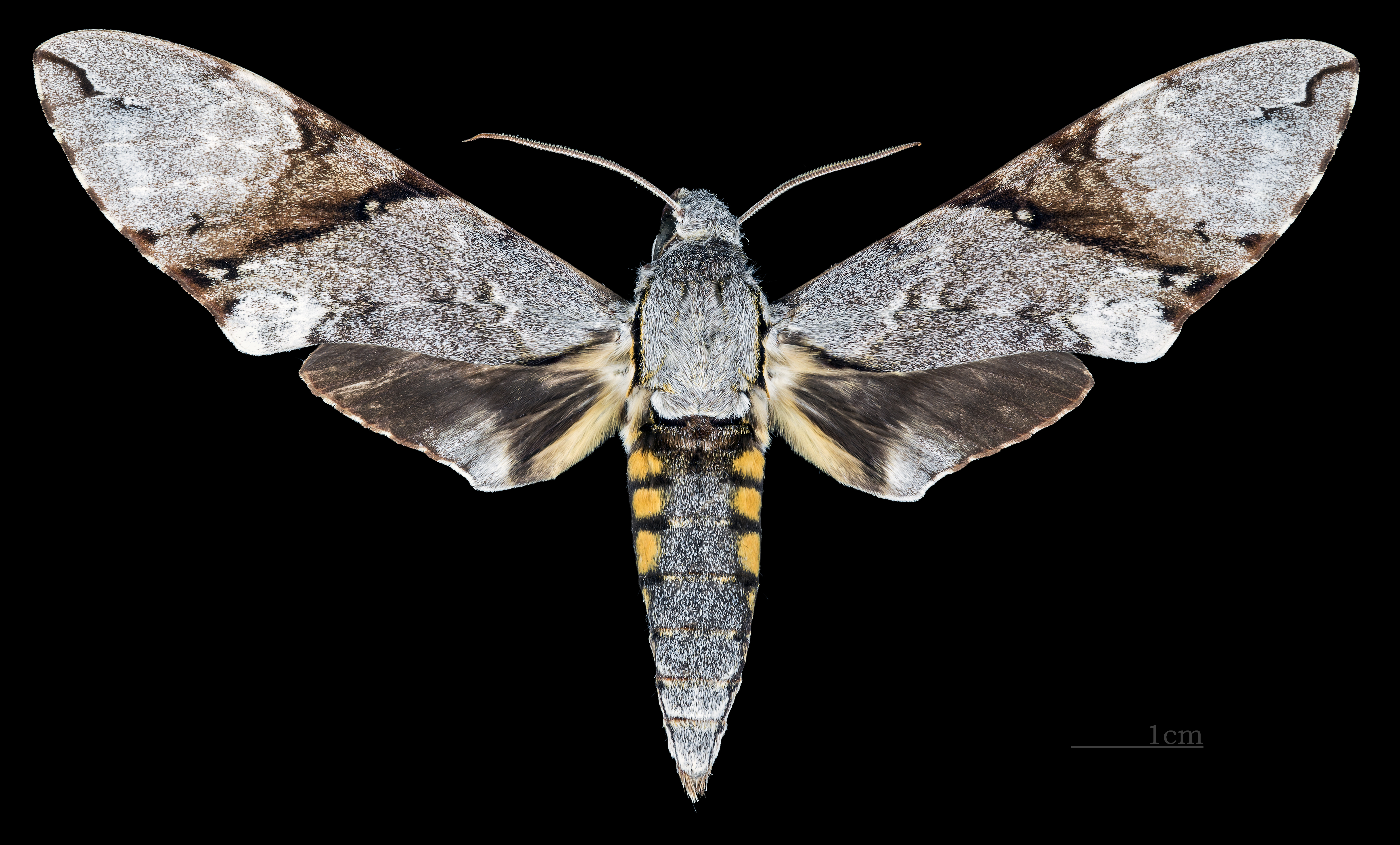
Face dorsale de la femelle  (coll.MHNT)
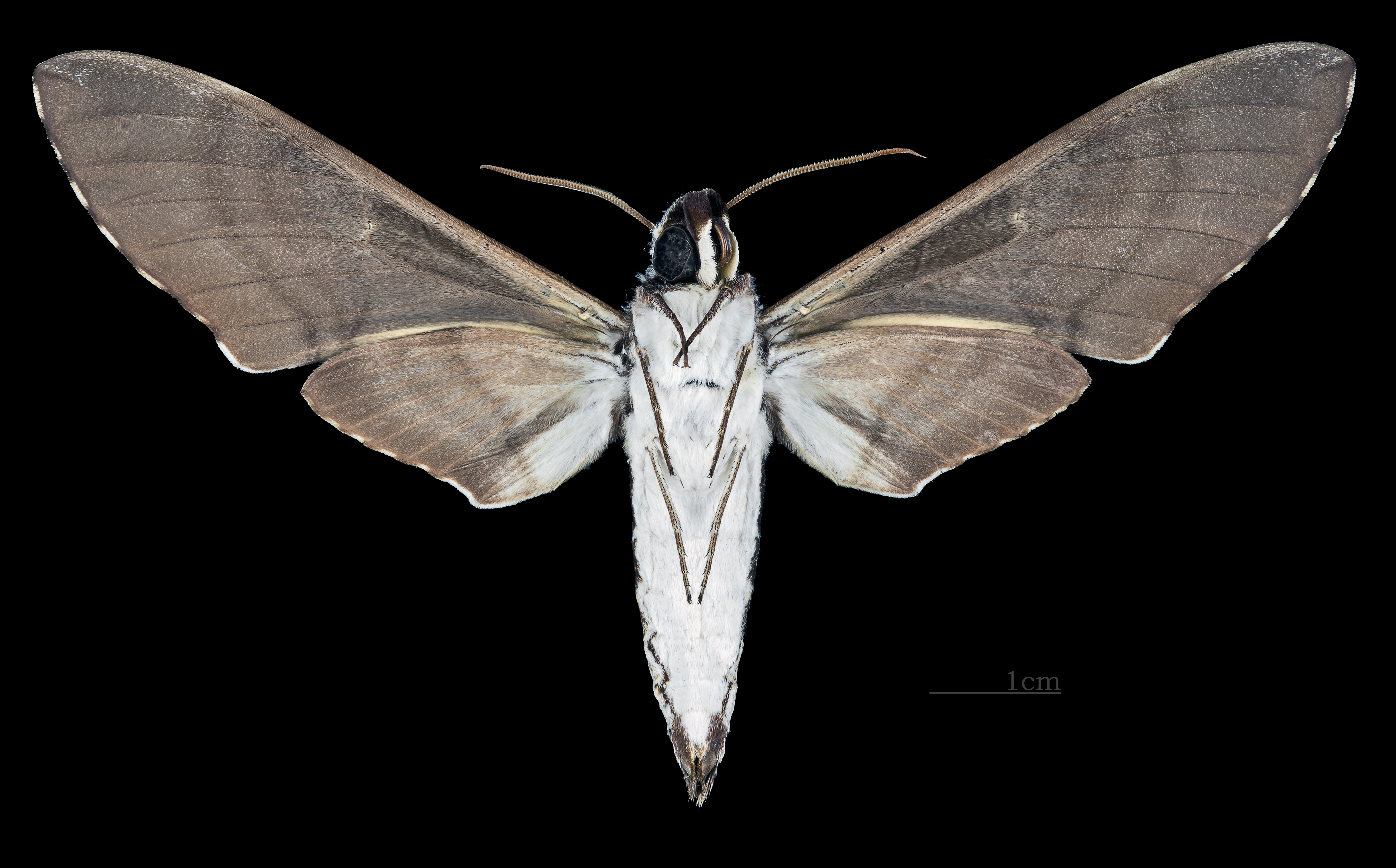
Revers de la femelle  (coll.MHNT)

## Distribution et habitat
Distribution
L'espèce est connue au Mexique, au Belize, au Nicaragua, au Costa Rica, au Venezuela, en Bolivie, au Paraguay, au Brésil, et en Équateur.

## Biologie
Il y a au moins deux générations par an au Costa Rica avec des adultes qui volent de mai à juin et de nouveau à partir d'août jusqu'à décembre. En Bolivie, les adultes ont été vus d'octobre à décembre.
Les chenilles se nourrissent sur Casearia arguta, Casearia sylvestris et Casearia corymbosa.

## Systématique
- L'espèce Manduca lefeburii a été décrite par l'entomologiste français Félix Édouard Guérin-Méneville en 1844 sous le nom initial de Sphinx lefeburii[1].
- La localités type : la Bolivie.

### Synonymie
- Sphinx lefeburii Guérin-Méneville, 1844 Protonyme
- Protoparce lefeburii bossardi Gehlen, 1926

### Sous-espèces
- Manduca lefeburii lefeburii (Mexique, Belize, Nicaragua, Costa Rica, Venezuela, Bolivie, Paraguay, Équateur et Brésil)
- Manduca lefeburii bossardi (Gehlen, 1926) (Mexique)

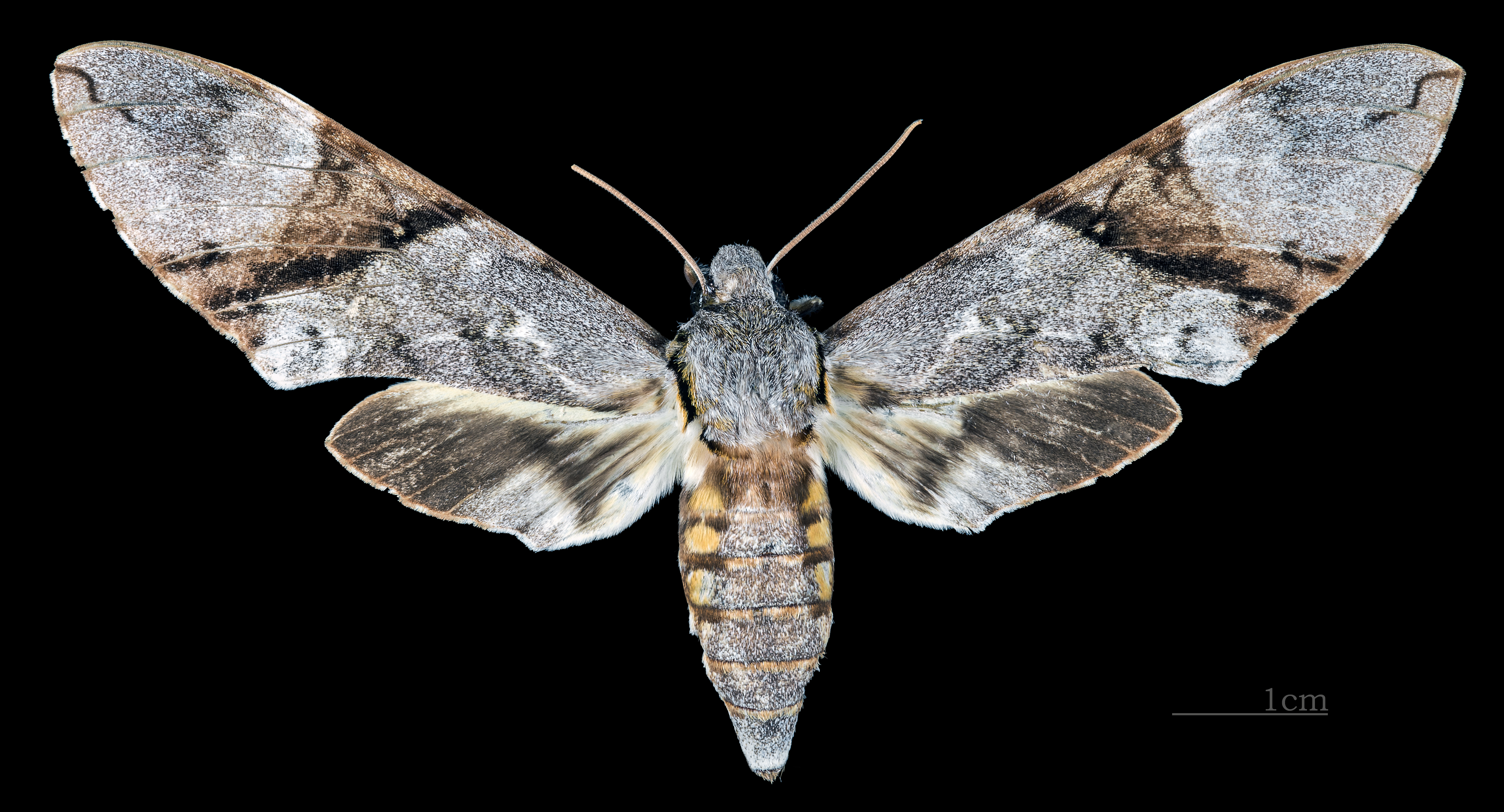
Manduca lefeburii bossardi Face drosale (coll.MHNT)
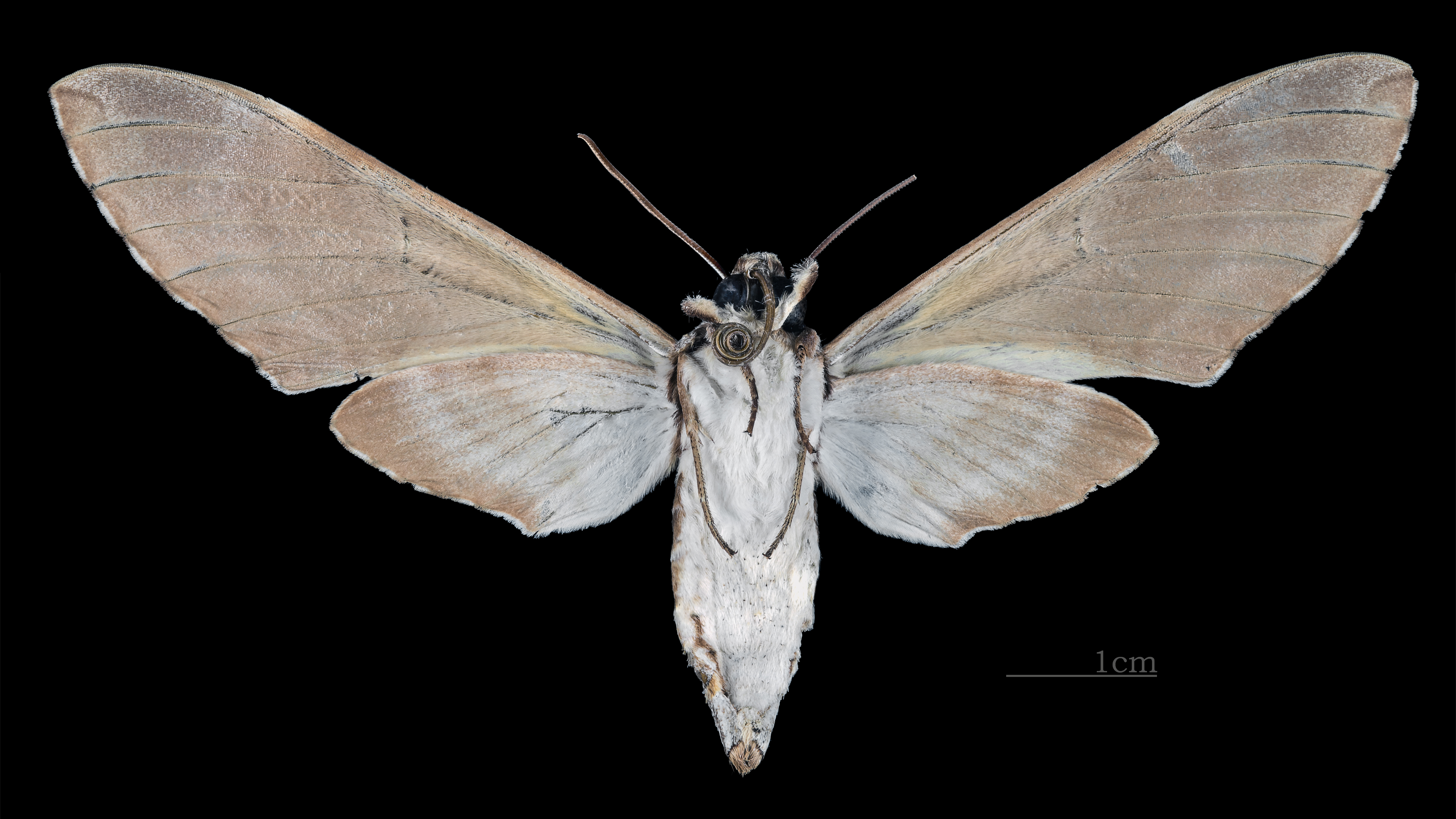
Manduca lefeburii bossardi Revers  (coll.MHNT)